# Abside de Fuentidueña

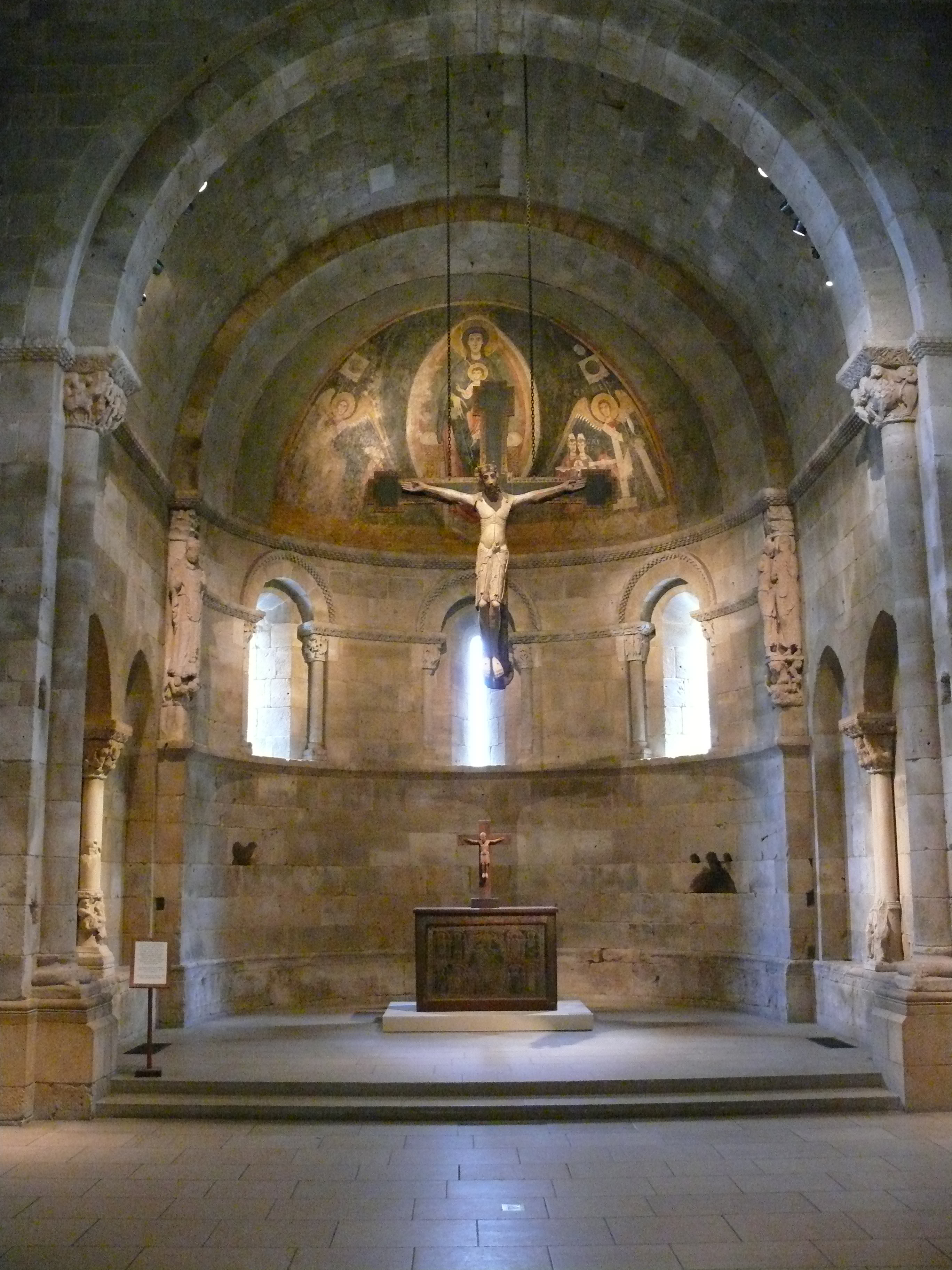
L'abside de Fuentidueña (Espagne), vers 1175-1200.

L'abside de Fuentidueña est une abside romane, datée vers 1175-1200, qui a été construite dans le cadre de l'église San Martín à Fuentidueña, province de Ségovie, Castille-et-León, en Espagne. On sait peu de choses sur la fondation de l'église, sa conception ou son histoire. On pense qu'elle a été construite alors que la ville était d'une importance stratégique pour les rois chrétiens du royaume de Castille dans leur défense contre les envahisseurs maures ; l'église est située sur une colline imposante au-dessous d'un château fort.
Au XIXe siècle, l'église a été longtemps abandonnée et se trouvait en mauvais état. À la fin des années 1940, l'abside a été déplacée et reconstruite par le musée des cloitres de New York. Ce transfert a impliqué l'expédition de près de 3 300 blocs de pierre d'Espagne à New York. Cette acquisition a fait suite à trois décennies de négociations et de diplomatie complexes entre l'église espagnole et les hiérarchies et gouvernements historiques des deux pays. L'abside a finalement été échangée dans le cadre d'un accord complexe impliquant le don par New York de six fresques de l'Ermitage de San Baudelio de Berlanga au musée du Prado, sur un prêt à long terme. 
Aujourd'hui, l'abside est située dans la salle Fuentidueña, la plus grande salle du musée new-yorkais. 

## Abside
L'abside mesure 919,5 × 749,3 × 843,3 cm. Elle se compose d'une large arche menant à une voûte en berceau et culminant en un demi-dôme. Le mur extérieur contient trois petites fenêtres étroites et surélevées, mais conçues pour laisser entrer autant de lumière que possible. Les fenêtres étaient à l'origine placées dans d'imposants murs de forteresse ; selon l'historienne de l'art Bonnie Young, « ces petites fenêtres et les murs massifs aux allures de forteresse contribuent au sentiment d'austérité typique des églises romanes ». Les piliers de support montrent trois grandes figures. Saint Martin de Tours (vers 316-397), saint patron de l'église est à gauche. À droite, l'ange Gabriel, dans l'acte d'Annonciation à la Vierge. Le chapiteau au-dessus de l'Annonciation montre une scène de la Nativité. Sous l'arc de triomphe se trouvent deux colonnes dont les chapiteaux représentent des scènes de l'Adoration des mages à gauche, et Daniel dans la fosse aux lions à droite. Les chapiteaux des arcades aveugles contiennent une variété de créatures fantastiques. Les moulures sont sculptées en billettes et motifs floraux. Les murs sont bordés d'un certain nombre de niches, « de forme étrange » selon Young, mais probablement placées pour reposer des instruments liturgiques pour la messe. 
L'abside a été construite à partir de plus de 3 300 blocs individuels de pierre, principalement de grès et de calcaire qui ont été expédiés à New York dans 839 caisses individuelles. Il s'agissait d'une installation si vaste et si importante dans le musée des cloîtres qu'elle a nécessité une rénovation complète de l'ancienne « salle d'exposition spéciale ». Elle a été ouverte au public en 1961, sept ans après le transfert, sa réinstallation a été une entreprise innovante majeure et révolutionnaire. Le nouvel espace cherche à simuler une nef à une seule allée.
Les chapiteaux soutenant l'arc représentent l'Adoration des mages et Daniel dans la fosse aux lions. Ses piliers contiennent les figures de saint Martin de Tours à gauche et l'ange Gabriel faisant l'annonce à la Vierge à droite. La salle Fuentidueña comprend un certain nombre d'autres œuvres d'art médiévales, principalement contemporaines, situées dans l'abside de Fuentidueña. Ils comprennent, dans son dôme, une grande fresque (vers 1130-1150) de l'église espagnole de Sant Joan de Tredòs, dans sa colorisation ressemblant à une mosaïque byzantine et est dédiée à l'idéal de Marie comme mère de Dieu. Accroché dans l'abside se trouve un crucifix du couvent de Sainte-Clara à Astudillo daté plus ou moins de 1150-1200.

## Objets auxiliaires
L'abside de Fuentidueña contient un crucifix monumental suspendu, de chêne blanc (vers 1150-1200), de peinture rouge, de pin et de dorure. La croix fait 178 cm de haut et 260 cm de large et proviendrait du couvent de Santa Clara à Astudillo, près de Palencia, dans le nord-ouest de l'Espagne, bien que les enregistrements soient peu clairs et contestés. La croix semble conçue pour être suspendue au-dessus d'un retable. Son revers contient une représentation de l'Agnus Dei (« agneau de Dieu »), décoré de feuillage rouge et bleu dans les cadres.

## Acquisition
Au début des années 1930, le philanthrope John D. Rockefeller Jr., qui avait commandé The Cloisters, a financé le Metropolitan Museum of Art pour acquérir un certain nombre d'éléments architecturaux médiévaux d'Europe. Des représentants ont été envoyés en Europe, principalement en France, pour trouver une abside qui pourrait convenir, avec l'actuelle de l'église San Martín, Fuentidueña identifiée en 1931, peu de temps après qu'elle a été déclarée monument national espagnol. Cependant, l'église catholique et l'État espagnol ont revendiqué la propriété du bâtiment et du site, et aucun accord n'a pu être conclu pour l'acquisition.
Il n'y a pas de traces de sa construction d'origine. Elle a été bâtie au milieu du XIIe siècle, lorsque la ville était d'une importance stratégique pour le royaume de Castille, alors en défense contre les Maures ; elle  est située sur une colline, quelque peu imposante, et juste en dessous d'un château, auquel elle servait probablement de chapelle. L'église fut longtemps abandonnée et tombait en ruine à l'époque, l'abside seule restant en relativement bon état. Elle était sans toit et, par conséquent, a subi une détérioration au fil des siècles. Son intérieur servait à l'époque de cimetière moderne. Aucune illustration de son intérieur n'existait avant 1928, lorsque l'historien de l'art et médiéviste américain Arthur Kingsley Porter reproduisit deux photographies de certaines des figures sculptées dans sa Sculpture romane espagnole.

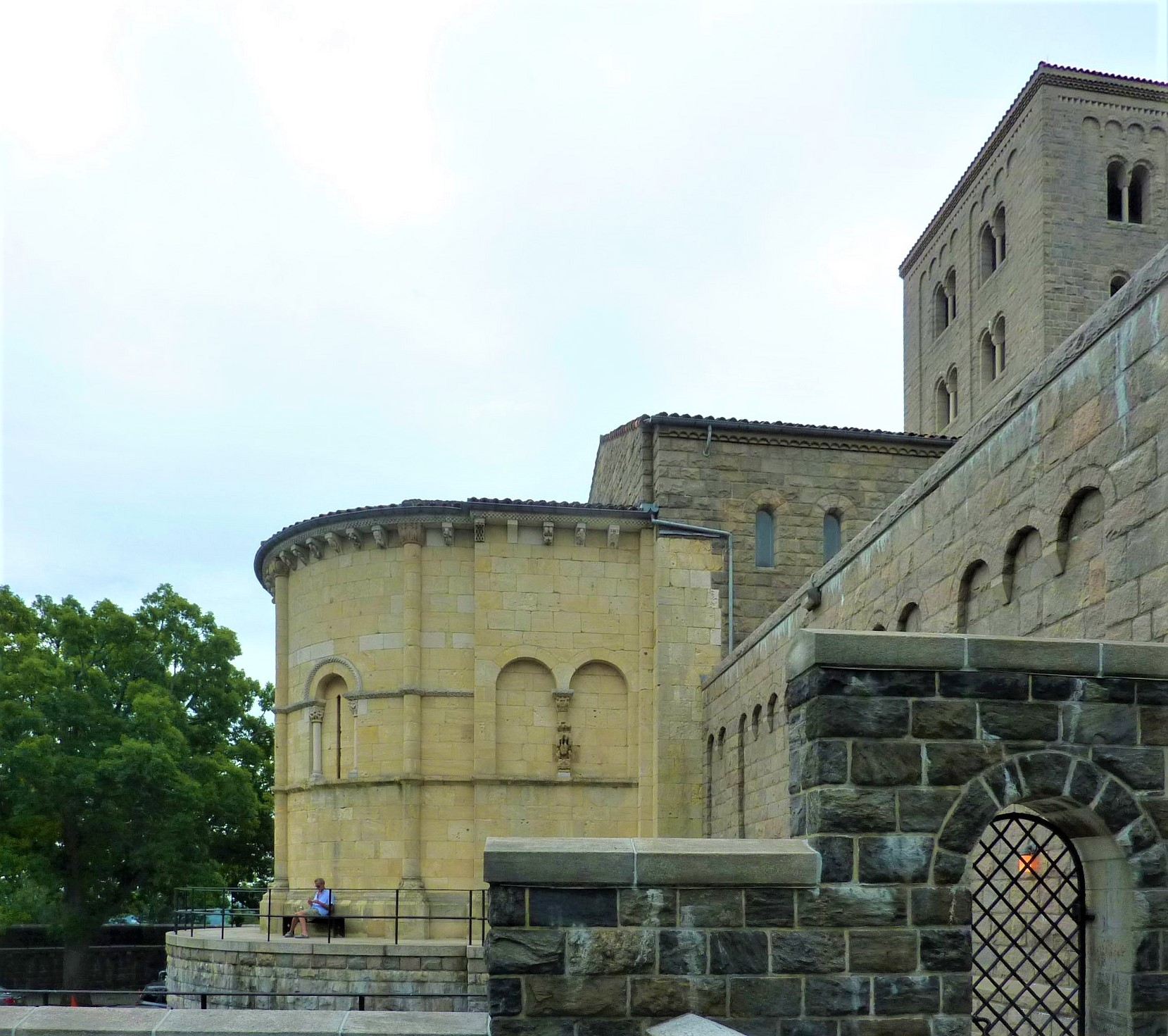
Extérieur de la salle Fuentidueña du musée.

L'échange a été considéré plus favorablement par les Espagnols douze ans plus tard, lorsqu'ils ont de nouveau été approchés par le musée Metropolitan, qui a fait valoir que l'abside serait mieux conservée dans un bâtiment couvert. Pendant les négociations, les Espagnols étaient représentés par Francisco Javier Sánchez Cantón (futur directeur du Prado) ainsi que par l'archéologue et historien Manuel Gómez-Moreno Martínez. Le musée américain a assuré les citoyens de Fuentidueña en leur promettant de payer le renforcement de l'église paroissiale locale de San Miguel et de reconstruire sa tour qui était alors également en mauvais état et menaçait de s'effondrer. Après des années de négociation, de diplomatie et de larges consultations, y compris avec le Conseil des ministres du gouvernement espagnol, l'évêque de Ségovie et l'Académie royale des beaux-arts Saint-Ferdinand, en 1957, le Conseil des ministres a approuvé le prêt, à cinq conditions qui obligeaient le Metropolitan à :
1. céder six fresques de l'Ermitage de Ermitage de San Baudelio de Berlanga, à prêter au Prado. Les fresques comprenaient Deux scènes de chasse, L'Ours, L'Éléphant, le panneau décoratif avec des aigles et le Guerrier avec bouclier,
2. payer le catalogage de tous les dessins et formulaires, le démontage, l'emballage et la préparation de l'expédition des pierres,
3. financer la reconstruction de l'église San Miguel,
4. financer l'entretien du cimetière effectué par l'Ayuntamiento de Fuentidueña et d'autres charges,
5. financer l'expédition à New York et sa reconstruction, y compris la pose d'un toit au-dessus de l'abside et le traitement de la maçonnerie endommagée. La reconstruction devait être clairement affichée avec une plaque indiquant qu'elle était prêtée par le gouvernement espagnol[12].